# 馮祖荀
馮祖荀（1880年—1940年），字漢叔，浙江杭縣（今杭州市）人，中國數學教育家，創立北京大學數學系，是中國現代數學教育的先驅。

## 出國留學
馮祖荀出身秀才家庭，國學根基紮實。1902年，考入剛復辦的京師大學堂速成科師範館，次年被選派到日本留學。1904年到日本，先入京都第一高等學校，再進京都帝國大學研讀數學，是中國第一位學習數學的留學生。
留學期間，馮祖荀與幾位同學成立「京師大學堂留日學生編譯社」，創辦中國最早的科技譯刊《學海》雜誌，選譯外國科技文章，馮祖荀擔任編輯。

## 開辦數學教育
畢業回國後，馮祖荀起初在浙江兩級師範學堂的優級師範數學科教微積分。1913年，北京大學數學門（後改稱系）成立，是中國第一個現代的大學數學系，馮祖荀被任命為主任，主持數學分析課程。他參照德國模式規劃教學，他任教的課也選用德國教材。因著他的努力，數學系發展突出，邀得多位國內外教授講學，培養出不少優秀學生。
他多次擔任北大數學系主任，也曾兼任北京師範大學、北平女子師範大學、東北大學的數學系主任。他也負責美國庚子賠款留學生數學考試的命題和評卷。1935年中國數學會成立，他是九名董事之一。
馮祖荀注重於發掘人才。他是數學家樊的姑父。樊當初選擇研讀數學，就是得到其引導。數學教育家傅種孫，求學時也得到馮祖荀的大力提攜。

## 晚年艱苦堅持
日本侵華期間，馮祖荀因罹患肺結核，沒有南遷至西南聯合大學，仍留在北京大學任教，安排未撤離的學生繼續學習。他協助將數學系學籍檔案轉移至昆明，又盡力保護校內未能搬離的各項設備。他一直掛念南遷的數學系，直至1940年前後病逝。
抗戰勝利後，北京大學為其重新安葬，由校長胡適題墓碑。因文革時遭毀壞，1993年樊為其重修墳墓，蘇步青題碑。